# Eirenis rechingeri
Eirenis rechingeri là một loài rắn trong họ Rắn nước. Loài này được Eiselt mô tả khoa học đầu tiên năm 1971.